# Tequus willei
Tequus willei – gatunek błonkówki z rodziny Pergidae.

## Taksonomia
Gatunek ten został opisany w 1980 roku przez Davida Smitha pod nazwą Acordulecera willei. Jako miejsce typowe podano peruwiańskie miasto Huaraz. Holotypem był samiec. W 1990 roku autor opisu przeniósł ten gatunek do rodzaju Tequus. 

## Zasięg występowania
Ameryka Południowa i Środkowa. Notowany w Peru oraz w Nikaragui.

## Biologia i ekologia
Roślinami żywicielskimi są gatunki z rodzaju psianka, w tym ziemniak.

## Znaczenie dla człowieka
Odnotowywano przypadki defoliacji upraw ziemniaka w peruwiańskim Regionie Ancash.